# Fissidens cylindraceus
Fissidens cylindraceus är en bladmossart som beskrevs av Mitten 1869. Fissidens cylindraceus ingår i släktet fickmossor, och familjen Fissidentaceae. Inga underarter finns listade i Catalogue of Life.